# Дедович, Юрий Игнатьевич
Ю́рий Игна́тьевич Дедо́вич (род. 13 января 1935, Минск) — советский актёр, театральный педагог. Заслуженный артист РСФСР (1991).

## Биография
Родился в семье актёров Белорусского театра имени Янки Купалы. Отец — Игнатий Фёдорович Дедович (умер в 1937 году). Мать — Марина Дмитриевна Троицкая, актриса, после окончания актёрской карьеры работала главным режиссёром Минского телевидения.
После окончания школы Юрий поступил на строительный факультет Белорусского политехнического института. Через год забрал документы и поехал в Москву, где поступил на актёрский факультет ВГИК. Учился в мастерской Сергея Герасимова и Тамары Макаровой.
На третьем курсе был утверждён на одну из главных ролей (роль Остапа) в фильме Марка Донского «Дорогой ценой» (1957 год). В 1958 году сыграл главную роль — молодого дрессировщика Курихина — в фильме «Косолапый друг». Все трюки в этом и во всех последующих фильмах Юрий Дедович выполнял самостоятельно.
Окончил ВГИК в 1958 году. После окончания три года жил и работал в Белоруссии, где снимался в белорусских фильмах. В 1961 году переехал в Ленинград. Вошёл в штат киностудии «Ленфильм»; оставался там вплоть до его расформирования.
Играл преимущественно сильных и мужественных персонажей. Лучшие роли — в приключенческих фильмах национальных киностудий «Узбекфильм» и «Таджикфильм»: Илья Трофимов («Всадники революции»), Яков Корешников («Здесь проходит граница»), Крутояров («Кто был ничем» и «Тот станет всем»), Заяц («Государственная граница. Мирное лето 21-го года») и другие. Лучшие работы также включают роли Виктора Кондратьева («След в океане»), Александра Строгова («Удар! Ещё удар!»), Кузьмичёва («Рождённая революцией»), Добрынина («Людмила») и другие.
С 2002 года Юрий Дедович преподаёт актёрское мастерство в Санкт-Петербургском институте кино и телевидения.

## Фильмография
1. 1957 — Дорогой ценой — Остап
2. 1958 — Тихий Дон — белый офицер
3. 1958 — Косолапый друг — Курихин
4. 1960 — Впереди — крутой поворот — Пётр
5. 1960 — Мост перейти нельзя — Бернард
6. 1960 — Первые испытания — Садович
7. 1962 — Завтрашние заботы — Яков Левин
8. 1962 — 713-й просит посадку — Жак
9. 1963 — Улица Ньютона, дом 1 — член приемной комиссии
10. 1964 — След в океане — Виктор Кондратьев
11. 1965 — Заговор послов — Делафар
12. 1966 — Ярость — эпизод
13. 1967 — Дорога домой — Юзек Шмель
14. 1967 — Зелёная карета — князь Ираклий
15. 1967 — Марианна — капитан Быков
16. 1967 — Первороссияне — черный казак
17. 1968 — Всадники революции — Илья Трофимов
18. 1968 — Удар! Ещё удар! — Александр Строгов
19. 1969 — Пятеро с неба — Генрих, немецкий офицер
20. 1970 — Мир хижинам, война дворцам — Королевич
21. 1970 — Угол падения — Булак-Балахович
22. 1971 — Гибель Чёрного консула — Бравицкий
23. 1971 — «Тигры» на льду — Кирилл Кириллович ("Кир-Кир"), учитель физкультуры
24. 1972 — Меченый атом — сотрудник КГБ
25. 1974 — Здесь проходит граница — Яков Корешников
26. 1974 — Кто был ничем — Крутояров
27. 1974 — 1977 — Рождённая революцией — Кузьмичёв
28. 1975 — Тот станет всем — Крутояров
29. 1976 — Обычный месяц — Игорь Афанасьевич
30. 1976 — Строговы — поручик
31. 1977 — Блокада — Павлов
32. 1977 — Нос — высокий чин
33. 1977 — Осада — Мухин
34. 1978 — Сын чемпиона — Капустин
35. 1979 — Впервые замужем — Геннадий Павлович, врач
36. 1979 — Встреча в ущелье смерти — Караваев
37. 1979 — Десант на Орингу — Василий Алексеевич
38. 1979 — Женщина издалека — главврач
39. 1980 — Государственная граница, фильм 2-й. Мирное лето 21-го года — Заяц
40. 1980 — Служа Отечеству — Лукомский
41. 1981 — Большая короткая жизнь — Тартаковский
42. 1982 — Людмила — Добрынин
43. 1983 — Бастион — Зыков
44. 1985 — Говорит Москва — майор
45. 1985 — Джура — охотник из Мин-Архара — Брикс
46. 1985 — Подвиг Одессы — генерал-майор И.Е.Петров
47. 1985 — Три процента риска — лётчик-испытатель
48. 1986 — Вера — эпизод
49. 1986 — Долина мести — Сомов
50. 1986 — На острие меча — Корбач
51. 1986 — Нас водила молодость… — Винницкий, командир Красной Армии
52. 1987 — Джура, охотник из Мин-Архара (фильм) — Брикс
53. 1988 — Эти…три верные карты… — игрок
54. 1988 — Частный визит в немецкую клинику — Путилов
55. 1989 — Дон Сезар де Базан — Артуньо
56. 1990 — Хам — урядник
57. 1991 — Мой лучший друг генерал Василий, сын Иосифа — майор
58. 1993 — Конь белый — Руднев
59. 1993 — Роман императора — император Вильгельм I
60. 1993 — Четвёртая сторона треугольника — Щелканов
61. 1995 — Под знаком Скорпиона — Билибин, эмигрант, член земской управы
62. 1997 — Улицы разбитых фонарей. Тёмное пиво, или Урок английского — врач-психиатр
63. 2002 — Крот 2 — полковник Яков Михайлович Лисицкий
64. 2002 — Челябумбия — военком
65. 2011 — Дорожный патруль 11 — Михаил Аркадьевич Дружинин
66. 2016 — Следователь Тихонов — сосед Балашова по даче, ветеран МВД